# Hugo de Lantins
Hugo de Lantins (actiu durant les dècades del 1420 i del 1430) va ser un compositor de les escoles borgonyona i franco-flamenca de finals de l'Edat Mitjana i principis del Renaixement, i un dels pocs músics que van exhibir ambdós aspectes. Va ser contemporani de Guillaume Dufay, Gilles Binchois i Johannes Ciconia. Era germà o cosí del compositor Arnold de Lantins.

## Biografia
Se sap molt poc de la seva vida, excepte els anys 1420-1430. Es presumeix que va néixer a Flandes o a prop, sobretot a l'antic Principat de Lieja. Donat el seu estil, podria haver estat deixeble de Ciconia. Hugo de Lantins va viure almenys quinze anys (1415-1430) a Venècia, on va compondre una cançó, Tra quante regioni, per al casament de Cleofe Malatesta de Pesaro i Teodor II Paleòleg (1420), fill de l'emperador de Bizanci, així com un motet, Christus vincit (1423), per a l'entronització del dux de Venècia, Francesc Foscari. Va treballar amb Guillaume Dufay, que el cita en un text sobre les seves creacions durant la seva trobada a Rimini.
No hi ha cap certesa sobre la relació d'un homònim absolut, Arnold de Lantins, un compositor actiu a la mateixa època. Les seves obres sovint apareixen juntes en col·leccions, cosa que garanteix que van estar actius a les mateixes regions geogràfiques. Tanmateix, atesa la diferència d'estil, es considera que eren dos individus diferents, potser germans o cosins.
Va compondre diverses misses, motets i rondeaux en francès, i balades en italià. Va preferir el rondeau, una forma evolucionada del virelai, que va crear per a dues veus (cantus, tenor) en un instrument d'acompanyament (contratenor). Així, en un Gloria d'Hugo, les veus canten el triplem i el tenor, mentre que un instrument toca el contratenor.
Va emprar la imitació, és a dir, la repetició d'una melodia en una peça polifònica poc després de la seva primera aparició en una altra veu. La imitació es convertiria en el recurs musical predominant durant els següents cent anys. La imitació és més prevalent en la música d'Hugo de Lantins que en la música de qualsevol altre compositor de principis del segle XV.

## Obres
Queden 18 cançons, quatre de les quals són en italià, així com deu obres sacres.
- Celsa sublimatur victoria / Sabine, presul dignissime. Louange à Nicolau de Mira conegut com Sant Nicolau de Bari
- Chanter ne scay, se poyse moy
- Christus vincit
- Grant ennuy m'est, très douce simple et coye
- Hélas amour, que ce qu'endure (rondeau)
- Io sum tuo servo
- Je suy exent entre aman pour amour
- Mirar non posso ni conzerne
- Mon doulx espoir
- Per amor de costey
- Plaindre m'estuet de ma dame jolye (rondeau)[1]
- Tra quante regioni
- Un seul confort pour mon cuer resjoïr

## Manuscrits
- Misc 213, Bodleian Library, Oxford.
- Ms. Q15, Civico Museo Bibliografico Musicale, Bologne.

## Discografia
- Arnold et Hugo de Lantins, Œuvres profanes - Ensemble Le Miroir de Musique, Baptiste Romain (Abril 2014, Ricercar)